# 4,4'-二氨基二苯甲烷
4,4'-二氨基二苯甲烷（缩写MDA）是一种二苯甲烷衍生物，化学式为CH
2(C
6H
4NH
2)
2，常温常压下为无色固体，工业上作为生产聚氨酯的原料。